# Grube Nordfeld

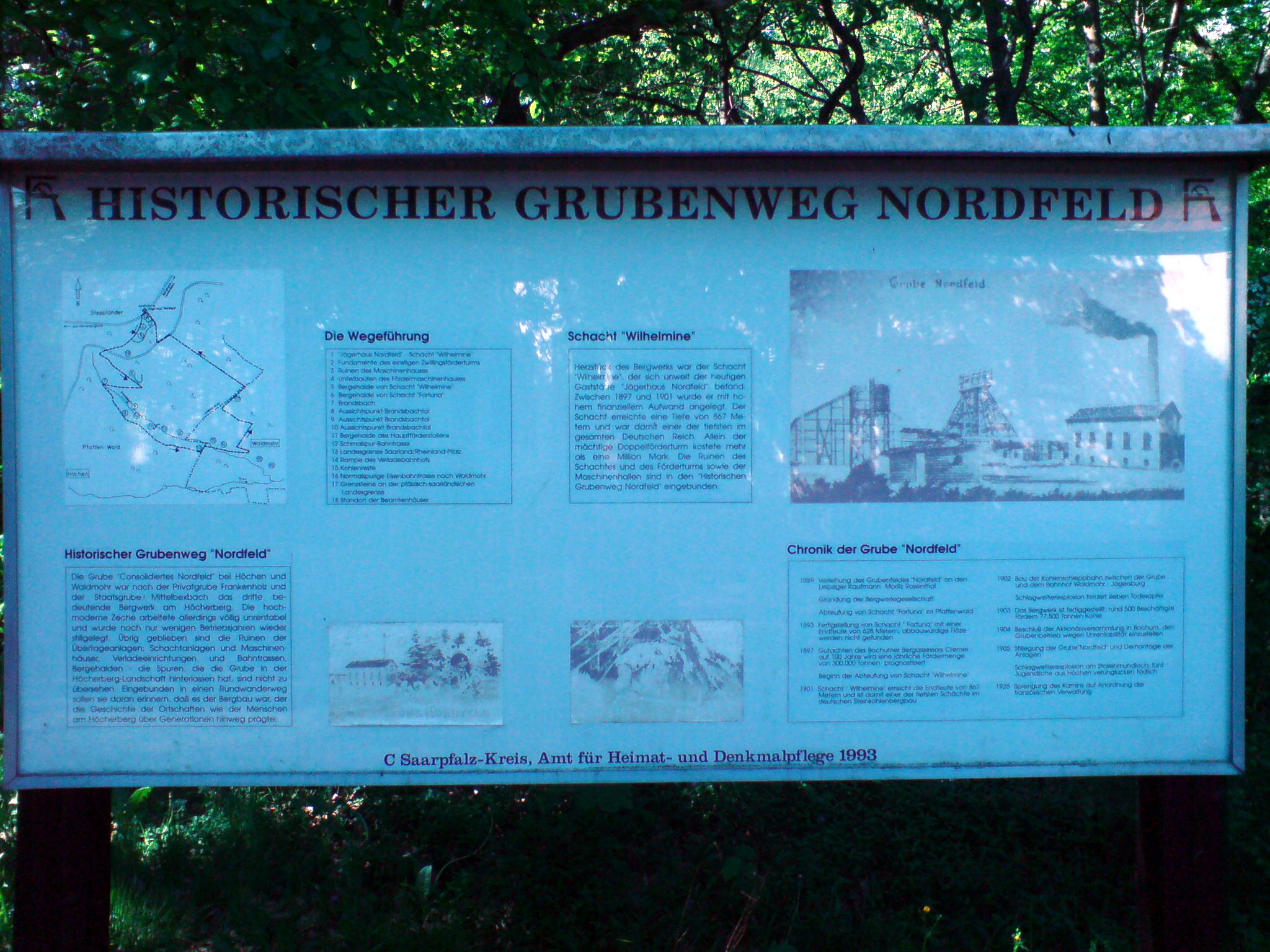
An die ehemalige Grube erinnern heute nur noch ein paar Mauerreste und einige Aushangtafeln.

Die Steinkohlengrube Nordfeld bestand zwischen 1889 und 1905 am nördlichen Abhang des Höcherberges auf dem Bann des saarländischen Ortes Höchen zwischen den Orten Höchen, Waldmohr und Dunzweiler.

## Geschichte
Nachdem im Jahre 1879 im benachbarten Frankenholz eine Grube errichtet wurde, vermutete der Leipziger Kaufmann Rosenthal, dass die dort angetroffenen Flöze sich in nordöstlicher Richtung fortsetzen würden.
Aufgrund der tatsächlich vorgefundenen geologischen Verhältnisse stellte sich bald heraus, dass die wirtschaftlich gewinnbare Kohlenmenge in keinem Verhältnis zu den bereits getätigten Investitionen stehen würde.
Der Versuch, die Grubenkonzession nach Norden und Nordwesten über die Grenze des Königreichs Bayern hinaus auf preußisches Territorium auszudehnen, scheiterte am Veto Preußens. So wurde die Grube 1905 geschlossen.
Maschinen und Förderanlagen wurden an die Grube Frankenholz verkauft. Das Fördergerüst der Grube Nordfeld existiert noch, es steht am Schacht Bauershaus der ehemaligen Grube Kohlwald bei Wiebelskirchen.  
Auf den Gemarkungen Waldmohr und Höchen kann man heute noch die überwucherten Zeugnisse dieser Fehlinvestition finden. Ein historischer Wanderweg führt an den Resten der Grube vorbei.
Von 1903 bis 1905 war die Grube durch die Nordfeldbahn vom Bahnhof Jägersburg-Waldmohr an der Glantalbahn ans Schienennetz angebunden.